# Bibliomancja

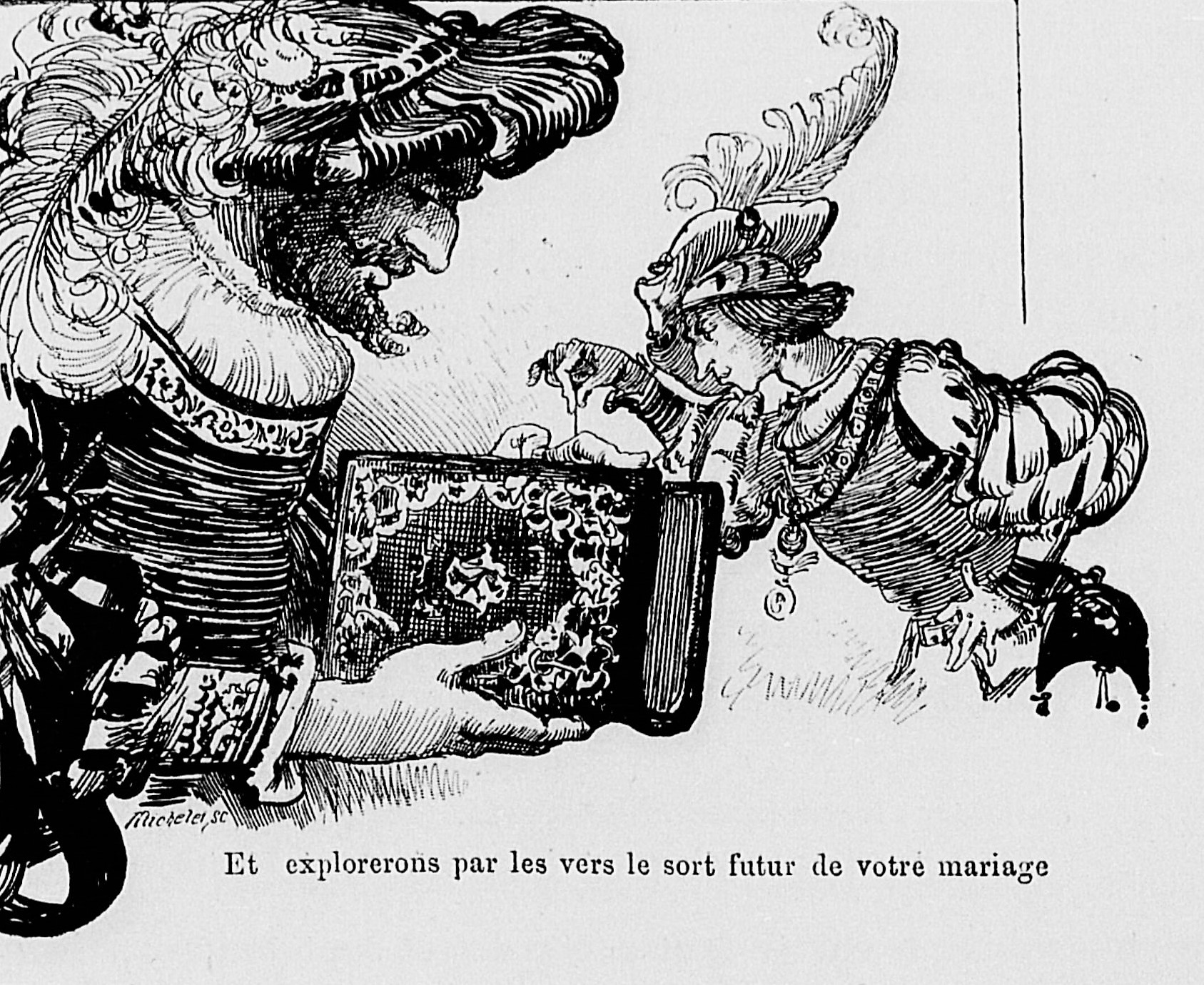
Bibliomancja przedstawiona na ilustracji do Trzeciej Księgi powieści Gargantua i Pantagruel François Rabelais'go

Bibliomancja – sztuka wróżenia przy użyciu świętych ksiąg (w kulturze europejskiej zwykle Biblii), uznawana za wariant stychomancji. Polega na otworzeniu księgi na losowej stronie (na przykład poprzez postawienie jej na grzbiecie) oraz wskazaniu wersu bądź fragmentu tekstu z zamkniętymi oczami. Odnaleziony fragment ma odpowiadać na nurtujące praktykującego bibliomancję pytania, zawierać porady lub przepowiadać przyszłość. Praktyka ta była również wykorzystywana podczas procesów o czary.

## Chrześcijaństwo
W chrześcijaństwie wczesnego średniowiecza bibliomancja z użyciem Biblii (korzystanie z ksiąg pogańskich było powszechnie uznawane za przesąd), zwane sortilegium, było powszechne zarówno wśród duchowieństwa, jak i świeckich, mimo potępiania tej praktyki przez autorytety takie jak święty Augustyn czy Grzegorz Wielki oraz liczne synody. Powstawały też bardzo rozbudowane warianty wróżby, np. Sortes Sangalleses, gdzie do wyznaczania kolejnych wersów służyły rzuty kośćmi.
Praktykowanie bibliomancji w chrześcijaństwie było zakazywane począwszy od piątego wieku. Karol Wielki zakazał jej w marcu 789 roku. Mimo tego jednak była ona wciąż powszechnie praktykowana. Istnieje podanie, że nawet święty Franciszek założył swój zakon po trzykrotnym „skonsultowaniu się” z Biblią.
Scena wróżenia z Biblii przedstawiona jest w powieści Ellis Peters Świątobliwy złodziej dziejącej się w roku 1144.
Bibliomancja jest praktykowana również współcześnie, na przykład w obyczaju otwierania Biblii na losowej stronie w poranek dnia Nowego Roku, by temat na niej zawarty stał się ogólną wskazówką na nadchodzący rok. Istnieją również strony internetowe pozwalające na wylosowanie fragmentu Biblii na potrzeby bibliomancji.

## Inne religie i kultury
Bibliomancja nie dotyczy jedynie chrześcijaństwa, ale również innych religii i kultur:
- w sikhizmie służy do tego  Sri Guru Granth Sahib;
- w starożytnych Chinach używano księgi Yijing (Księga Przemian);
- w islamie – Koranu;
- antyczni Grecy szukali porad w Iliadzie lub Odysei Homera;
- antyczni Rzymianie używali ksiąg sybillińskich.